# Lorenzo Maria Fieschi
Lorenzo Maria Fieschi (Genova, 21 maggio 1642 – Genova, 1º maggio 1726) è stato un cardinale e arcivescovo cattolico italiano.

## Biografia
Nacque il 21 maggio 1642 da  Innocenzo Fieschi, dei conti di Lavagna e Giovanna Carmagnola
Il 18 maggio 1705 papa Clemente XI lo ha nominato arcivescovo di Genova. Papa Clemente XI lo elevò al rango di cardinale nel concistoro del 17 maggio 1706.
Morì il 1º maggio 1726 all'età di 83 anni.

## Genealogia episcopale
La genealogia episcopale è:
- Cardinale Scipione Rebiba
- Cardinale Giulio Antonio Santori
- Cardinale Girolamo Bernerio, O.P.
- Arcivescovo Galeazzo Sanvitale
- Cardinale Ludovico Ludovisi
- Cardinale Luigi Caetani
- Cardinale Ulderico Carpegna
- Cardinale Paluzzo Paluzzi Altieri degli Albertoni
- Cardinale Gasparo Carpegna
- Cardinale Fabrizio Spada
- Cardinale Lorenzo Maria Fieschi

La successione apostolica è:
- Arcivescovo François Balbe de Berton de Crillon (1697)